# 静岡市立大河内小学校
静岡市立大河内小学校（しずおかしりつ おおこうちしょうがっこう）は、静岡県静岡市葵区平野にある公立小学校。

## 沿革
- 1874年（明治7年）4月 - 平野の臨済宗妙心寺派の寺院・少林院において寺子屋式教授による学校を開く[1]。
- 1890年（明治23年）4月 - 「大河内村・梅ケ島村組合立大河内尋常小学校」を設立。渡に本校を置き、蕨野・平野・中平（紹殷院内）・有東木・入島・本村・日影に分教場を置く[1]。
- 1947年（昭和22年） - 「安倍郡大河内村立大河内小学校」と改称[1]。
- 1949年（昭和24年）4月 - 渡分校が独立して「大河内北小学校」と改称する。平野の本校は「大河内南小学校」と改称する[1]。
- 1954年（昭和29年） - 大河内南小学校歌を制定（作詞・作曲 山本裕）。
- 1968年（昭和43年）4月 - 南・北小統合により、「安倍郡大河内村立大河内小学校」と改称する[1]。校舎は、旧南小を使い、北小を廃校とする。有東木分校は「大河内小有東木分校」として改称して存続する。
- 1969年（昭和44年）1月 - 静岡市へ合併したことにより、「静岡市立大河内小学校」と改称する[1]。
- 1970年（昭和45年）4月 - 有東木分校が本校に統合して、廃校になる。
- 1974年（昭和49年）10月 - 創立100周年記念式典を挙行する。記念行事として記念碑建立、校旗制[1]。
- 2017年（平成29年）4月7日 - 施設一体型小中一貫校となり「静岡市立大河内小中学校」となる。

## 通学区域
葵区

| - 相淵 - 有東木 - 渡 - 中平 | - 横山 - 平野 - 蕨野 |

## アクセス
- しずてつジャストライン安倍線 「大河内学校前」停留所から、徒歩1分